# Liste der Biografien/Hartk
Liste der Biografien |
Portal Biografien |
Personensuche
# |
A |
B |
C |
D |
E |
F |
G |
H |
I |
J |
K |
L |
M |
N |
O |
P |
Q |
R |
S |
T |
U |
V |
W |
X |
Y |
Z |
?
 
Ha |
Hd |
He |
Hi |
Hj |
Hk |
Hl |
Hm |
Hn |
Ho |
Hr |
Hs |
Ht |
Hu |
Hv |
Hw |
Hy
 
Haa |
Hab |
Hac |
Had |
Hae–Haf |
Hag |
Hah |
Hai |
Haj |
Hak |
Hal |
Ham |
Han |
Hao |
Hap |
Haq |
Har |
Has |
Hat |
Hau |
Hav |
Haw |
Hax |
Hay |
Haz
 
Hara |
Harb |
Harc |
Hard |
Hare |
Harf |
Harg |
Harh |
Hari |
Harj |
Hark |
Harl |
Harm |
Harn |
Haro |
Harp |
Harr |
Hars |
Hart |
Haru |
Harv |
Harw |
Harx |
Hary |
Harz
 
Harta |
Hartb |
Hartd |
Harte |
Hartf |
Hartg |
Harth |
Harti |
Hartj |
Hartk |
Hartl |
Hartm |
Hartn |
Harto |
Hartr |
Harts |
Hartt |
Hartu |
Hartv |
Hartw |
Harty |
Hartz
Die Liste der Biografien führt alle Personen auf, die in der deutschsprachigen Wikipedia einen Artikel haben. Dieses ist eine Teilliste mit 15 Einträgen von Personen, deren Namen mit den Buchstaben „Hartk“ beginnt.

## Hartk

### Hartka
- Hartkamp, Anne (* 1964), deutsche (Jazz-)Sängerin, Liedtexterin und Komponistin

### Hartke
- Hartke, Vance (1919–2003), US-amerikanischer Politiker
- Hartke, Werner (1907–1993), deutscher Klassischer Philologe
- Hartke, Wilhelm (1879–1966), deutscher Altphilologe, Religionshistoriker und Theologe
- Hartke, Wolfgang (1908–1997), deutscher Geograph und Hochschullehrer
- Hartker von St. Gallen († 1011), Rekluse beim Kloster St. Gallen, Schreiber des Hartker-Antiphonars

### Hartkn
- Hartknoch, Christoph (1644–1687), preußischer Historiker und Kartograf
- Hartknoch, Johann Friedrich (1740–1789), deutscher Verleger und MusikalienhändlerJohann Friedrich Hartknoch (1740–1789)

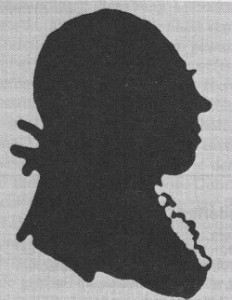
Johann Friedrich Hartknoch (1740–1789)

### Hartko
- Hartkopf, Günter (1923–1989), deutscher Jurist; beamteter Staatssekretär (1969–1983)
- Hartkopf, Regine (* 1974), deutsche Sakralarchitektin
- Hartkopf, Steffen (* 1964), deutscher Fußballspieler
- Hartkopf, Thomas (* 1948), deutscher Elektroingenieur, Ingenieurwissenschaftler und Hochschullehrer
- Hartkopf, Wilhelm (1862–1918), deutscher Genre- und Porträtmaler der Düsseldorfer Schule
- Hartkopf, Wilhelm (1920–2004), deutscher Politiker (SPD), Oberbürgermeister der Stadt Remscheid (1968–1989)
- Hartkorn, Vibeke (* 1965), dänische Journalistin, Moderatorin und Redakteurin